# Дежа вю (филм)
„Дежа вю“ е американски филм от 2006 г. на режисьора Тони Скот.

## В ролите
| Актьор           | Роля                |
| ---------------- | ------------------- |
| Дензъл Уошингтън | Дъглас Карлин       |
| Пола Патън       | Клеър Кучевър       |
| Вал Килмър       | Пол Призвара        |
| Брус Грийнууд    | Джак Маккрийди      |
| Джим Кавийзъл    | Каръл Орстад        |
| Мат Крейвън      | Лари Минути         |
| Адам Голдбърг    | д-р Александър Дени |
| Елдън Хенсън     | Гънарс              |
| Ерика Александър | Шанти               |

## Награди и номинации
| Награда | Категория                        | Номиниран(и)                     | Резултат  |
| ------- | -------------------------------- | -------------------------------- | --------- |
| Сатурн  | Най-добър научнофантастичен филм | Най-добър научнофантастичен филм | номинация |

## Български дублажи
| Преводач            | Габриела Георгиева                                             |
| Озвучаващи артисти  | Лидия Михова Христо Узунов Веселин Калановски Стефан Димитриев |
| Режисьор на дублажа | Екатерина Късметлийска                                         |
| Тонрежисьор         | Михаил Михайлов                                                |

| Озвучаващи артисти  | Даниела Сладунова Ася Братанова Христо Узунов Александър Воронов Стефан Сърчаджиев-Съра |
| Преводач            | Саша Добрева                                                                            |
| Тонрежисьор         | Стефан Дучев                                                                            |
| Режисьор на дублажа | Димитър Кръстев                                                                         |